# M&G
M&G plc er en britisk global investeringsforvalter, der er baseret i London. Siden den blev spin-off fra Prudential plc, har den været børsnoteret på London Stock Exchange. De har aktiver underforvaltning for 342 mia. £ (2022).
Municipal & General Securities Company Limited lancerede den første britiske faste investeringsfond i 1931.